# Södertälje-Tveta församling
Södertälje-Tveta församling var en församling i Strängnäs stift och i Södertälje kommun i Stockholms län. Församlingen uppgick 2010 i Södertälje församling.

## Administrativ historik
Församlingen bildades 2002 genom sammanslagning av Södertälje församling och Tveta församling. Församlingen uppgick 2010 i nybildad Södertälje församling.

## Kyrkor
- Sankta Ragnhilds kyrka
- Tveta kyrka
- Pershagens kapell